# Cañaviri
Cañaviri ist eine Ortschaft im Departamento La Paz im südamerikanischen Anden-Staat Bolivien.

## Lage im Nahraum
Cañaviri ist zentraler Ort des Cantón Cañaviri und bevölkerungsreichste Ortschaft des Municipio Umala in der Provinz Aroma. Die Ortschaft liegt auf einer Höhe von 3852 m am nördlichen Ende der Serranía de Huayllamarca, einem etwa 100 Kilometer langen Höhenrücken, der sich auf dem Altiplano westlich der Stadt Oruro in nordwestlich-südöstlicher Richtung erstreckt.

## Geographie
Cañaviri liegt auf der bolivianischen Hochebene zwischen den Anden-Gebirgsketten der Cordillera Occidental im Westen und der Cordillera Central im Osten. Das Klima ist das typische Tageszeitenklima der äquatornahen Hochgebirge, bei dem die mittleren Temperaturschwankungen im Tagesverlauf stärker ausfallen als im Jahresverlauf.
Die mittlere Durchschnittstemperatur der Region liegt bei etwa 7 °C (siehe Klimadiagramm Patacamaya), die Monatsdurchschnittstemperaturen schwanken nur unwesentlich zwischen 4 °C im Juni/Juli und 9 °C im November/Dezember. Der Jahresniederschlag beträgt 460 mm, die Monatsniederschläge liegen zwischen unter 10 mm von Mai bis August und bei 110 mm im Januar.

## Verkehrsnetz
Cañaviri liegt acht Kilometer nördlich von Umala, dem Verwaltungssitz des Municipios, und 120 Straßenkilometer entfernt von La Paz, der Hauptstadt des gleichnamigen Departamentos.
Von La Paz aus führt die asphaltierte Nationalstraße Ruta 2 über 13 Kilometer bis El Alto, von dort die Ruta 1 in südlicher Richtung als Asphaltstraße 91 Kilometer bis Patacamaya, anschließend die Ruta 4 in südwestlicher Richtung 16 Kilometer bis Cañaviri. Von dort aus führt die Ruta 4 weiter in westlicher Richtung vorbei am höchsten Berg Boliviens, dem Sajama, und erreicht Tambo Quemado an der chilenischen Grenze nach 173 Kilometern.

## Bevölkerung
Die Einwohnerzahl der Stadt ist in den vergangenen beiden Jahrzehnten auf etwa das Doppelte angestiegen:
| Jahr | Einwohner | Quelle       |
| ---- | --------- | ------------ |
| 1992 | 316       | Volkszählung |
| 2001 | 803       | Volkszählung |
| 2013 | 605       | Volkszählung |
| 2024 |           | Volkszählung |

Die Region weist einen hohen Anteil an Aymara-Bevölkerung auf, im Municipio Umala sprechen 91,2 Prozent der Bevölkerung Aymara.